# John Locke

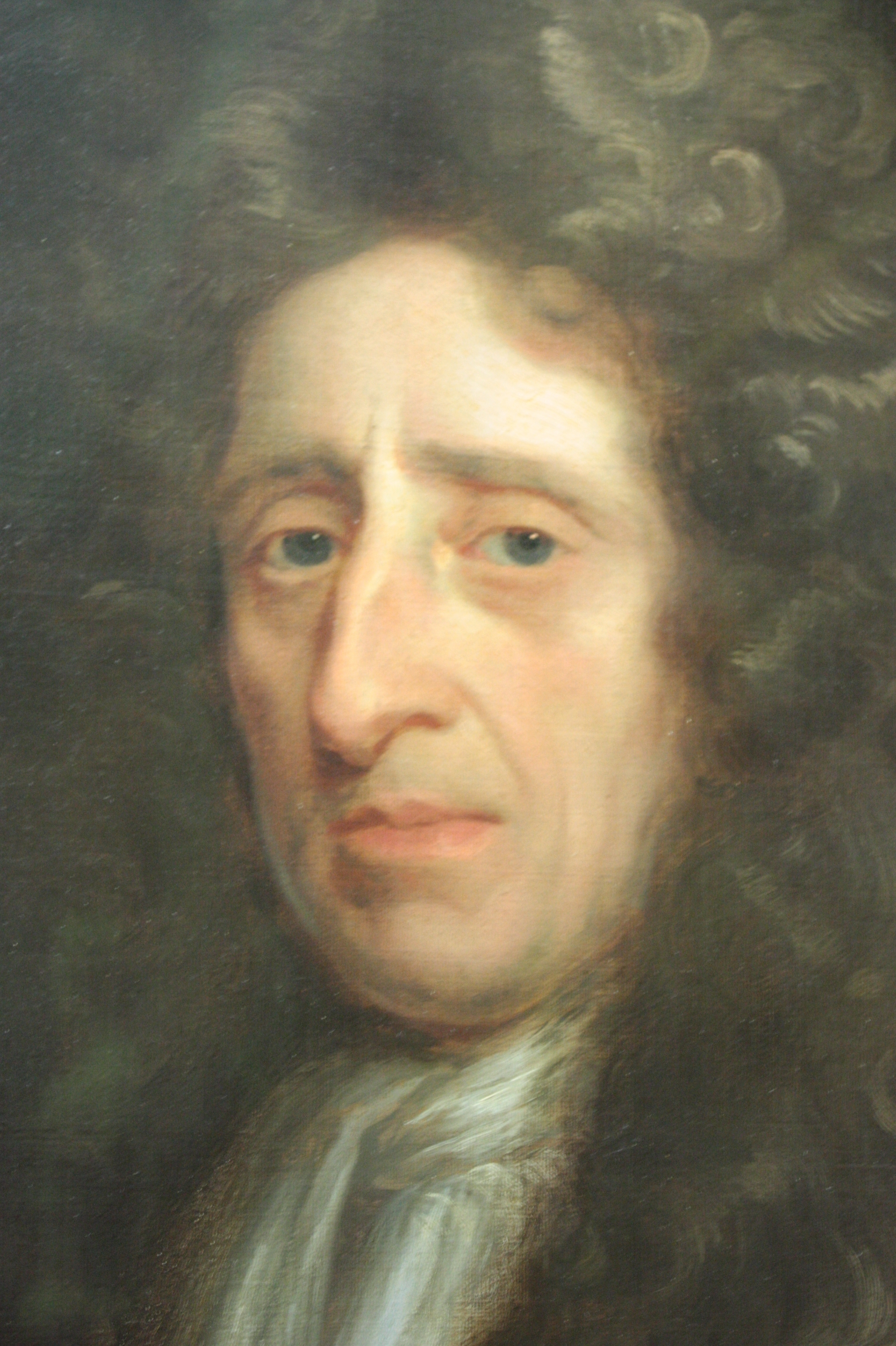
John Locke

John Locke (1632–1704) là một bác sĩ, nhà triết học, nhà hoạt động chính trị người Anh. Ông là nhà triết học theo trường phái chủ nghĩa kinh nghiệm Anh trong lĩnh vực nhận thức luận. Ông cũng phát triển lý thuyết về khế ước xã hội, vai trò của nó tới chức năng và nguồn gốc nhà nước. Qua các tác phẩm của mình, ông luôn đấu tranh chống lại chủ nghĩa chuyên chế và đóng góp lớn đối với chủ nghĩa tự do cả về mặt cá nhân và thể chế. Về cá nhân, ông muốn con người dùng lý trí, trải nghiệm để đi tìm chân lý thay vì chấp nhận ý kiến áp đặt hoặc sinh ra bởi niềm tin mù quáng. Về mặt thể chế, cụ thể là nhà nước và nhà thờ, ông tách biệt các chức năng chính đáng và không chính đáng của các thể chế này và từ đó mà có sự khác nhau trong việc sử dụng bạo lực của các thể chế này tương ứng với đúng các chức năng của nó. Chính những khái niệm về quyền của tự nhiên, khế ước xã hội và nhiều đóng góp khác đã khiến ông trở thành một nhà tư tưởng lớn của phong trào Khai sáng và ảnh hưởng trực tiếp tới cuộc Cách mạng Mỹ và bản Tuyên ngôn Độc lập của Hợp chúng quốc Hoa Kỳ, hiến pháp của cuộc cách mạng Pháp và qua đó các hiến pháp của phần lớn các nước theo chủ nghĩa tự do. Trong tác phẩm Hai khảo luận về Chính quyền, Locke lập luận rằng một chính phủ chỉ chính danh nếu được sự chấp thuận của người dân với mục đích bảo vệ quyền sống, quyền tự do và quyền mưu cầu hạnh phúc của người dân trong xã hội. Nếu những điều kiện này không được đáp ứng, người dân có quyền đề kháng để thay đổi chính quyền ấy.

## Tiểu sử
John Locke sinh ở Wrington, một làng nhỏ ở Somerset, vào ngày 29 tháng 8 năm 1632. Ông sinh trưởng trong gia đình Thanh giáo, là con trai của một chủ đất nhỏ hành nghề luật sư tại nông thôn và đã tham gia Nội chiến trong phe của Cromwell. Năm 1646 ông vào học trường Westminster tại Luân Đôn và học tiếp lên trường Christ Church của đại học Oxford vào năm 1652. Ông lấy bằng cử nhân năm 1656 và thạc sĩ năm 1658 và làm giảng viên tại trường từ 1660. Ông dạy ở đó môn triết học luân lý, bao gồm cả các vấn đề chính trị và quan hệ giữa chính trị và tôn giáo. Trong thời gian tại trường, ông còn quan tâm đến khoa học thực nghiệm và là hội viên Hội Hoàng gia năm 1668.
Năm 1668, ông làm thư ký cho Huân tước toàn quyền Carolinas, Huân tước Ashley tức Bá tước Shaftesbury. Khi Ashley thuyết phục vua Charles II thành lập Ban Thương mại và Thuộc địa, ông đảm nhiệm vị trí thư ký của Ban này. Sau 1674, khi Shaftesbury rời chính trường, ông về lại đại học Oxford lấy bằng cử nhân Y học và giấy phép hành nghề rồi sang miền Nam nước Pháp. Khi Shaftesbury trở lại vũ đài chính trị thì ông cũng lại trở về Anh năm 1679. Rồi vì sợ bị nghi ngờ dính líu đến một âm mưu ám sát nhà vua nên ông quyết định sang Hà Lan vào năm 1683. Nơi đây ông viết Lá Thư về Lòng Khoan dung bằng tiếng Latin và trước khi rời Hà Lan, tháng 2 năm 1689 tác phẩm Luận về sự hiểu biết của con người được hoàn thành.
Cuộc Cách mạng Vinh quang năm 1688 đă không chỉ đánh dấu một bước ngoặt cho nước Anh mà với cả John Locke. Ông trở về Anh trên cùng chiếc tàu chở Nữ hoàng Mary quay về Anh để cùng chồng cai trị vương quốc. Trong giai đoạn này, ông xuất bản tác phẩm Luận về sự hiểu biết của con người và Hai Chuyên Luận về Nhà nước. Đồng thời tác phẩm Lá Thư về Ḷòng Khoan dung mà ông viết bằng tiếng Latin cũng được dịch ra tiếng Anh. Trong những năm tiếp theo, ông quan hệ thân thiết với Quý bà Masham và sống tại Oates, Essex. Cũng trong giai đoạn này, ông viết nhiều thư từ, tranh luận bảo vệ cho các tác phẩm của mình. Ông cũng viết Tính hợp lý của Ki tô giáo và Một số Suy nghĩ về Giáo dục trong thời gian này.
Từ 1696 cho đến 1700, ông lại tham gia vào Ban Thương mại, một cơ quan quản lý nhiều việc trong đó có cả các việc về nước Mỹ trước khi xảy ra Cách mạng Hoa Kỳ. Sau khi về hưu, Locke trở về Oates sống những ngày cuối đời và mất ngày Chủ nhật 28 tháng 10 năm 1704.

## Tác phẩm
- Thư về Lòng Khoan dung (A Letter Concerning Toleration) (1689)
  - Lá thư thứ hai về Lòng Khoan dung (A Second Letter Concerning Toleration) (1690)
  - Lá thư thứ ba về Lòng Khoan dung (A Third Letter for Toleration)(1692)
  - Lá thư thứ tư về Lòng Khoan dung (Fourth Letter for Toleration) (sau khi mất)
- Luận về sự Hiểu biết của Con người (An Essay Concerning Human Understanding) (1689)
  - Lá thư gửi Giám mục xứ Worcester (A Letter to the Bishop of Worcester) (1697)
- Hai khảo luận về chính quyền (Two Treatises of Government) (1689)
- Một số suy nghĩ về hậu quả của việc hạ thấp tỷ giá và tăng giá trị của tiền tệ (Some Considerations of the Consequences of Lowering of Interest, and Raising the Value of Money) (1691)
  - Một số suy nghĩ tiếp theo về tăng giá trị của tiền tệ (Further Considerations concerning Raising the Value of Money) (1693)
- Vài suy nghĩ về Giáo dục (Some Thoughts Concerning Education) (1693)
- Tính hợp lý của Ki-tô giáo (The Reasonableness of Christianity, as Delivered in the Scriptures) (1695)
  - Biện hộ cho tính hợp lý của Ki-tô giáo (A Vindication of the Reasonableness of Christianity)(1695)
  - Biện hộ tiếp theo cho tính hợp lý của Ki-tô giáo (A Second Vindication of the Reasonableness of Christianity) (1695)
- Thuyết trình về phép màu của Chúa (Discourse on Miracles) (sau khi mất)
- Xem xét ý kiến của Cha Malebranche nhìn thấy tất cả mọi việc nhân danh Chúa (An Examination of Father Malebranche's Opinion of Seeing all things in God) (sau khi mất)
- Nhận xét về một số tác phẩm của Ông Norris (Remarks on Some of Mr Norris's Books) (sau khi mất)
- Con đường của hiểu biết (Conduct of the Understanding) (sau khi mất)

## Ảnh hưởng
Locke có ảnh hưởng đến cả cuộc Cách mạng Hoa Kỳ và Cách mạng Pháp. Locke có nhiều ảnh hưởng đến triết học, chính trị và đặc biệt là cống hiến của ông cho chủ nghĩa tự do. Ông đóng góp cho nhân loại con đường thực nghiệm đi đến tri thức. Tư tưởng về chủ nghĩa tự do và khế ước xã hội của ông ảnh hưởng trực tiếp tới Voltaire, Montesquieu và sau này tới cả những Cha đẻ của Hợp chúng quốc Hoa Kỳ như Alexander Hamilton, James Madison và Thomas Jefferson. Tên tuổi của John Locke được biết đến nhiều nhất qua cống hiến của ông cho chủ nghĩa tự do nói chung và ảnh hưởng với nước Mỹ nói riêng.

### Con đường tri thức
Trong nhận thức luận, ông xem con người bị ảnh hưởng bởi môi trường xung quanh giống như khi sinh ra chỉ là tờ giấy trắng mà sự trải nghiệm tự do viết lên đó. Khi con người suy nghĩ, đối tượng của sự hiểu biết chính là ý niệm. Và ý niệm bắt nguồn từ kinh nghiệm (hay trải nghiệm). Kinh nghiệm có hai dạng, một dạng là thực tại bên ngoài qua các giác quan mà con người có được những ý niệm đơn về sự vật và quá trình xung quanh. Một dạng khác chính là sự suy nghĩ cho ta biết sự vận động bên trong tâm thức của chúng ta, hay nói cách khác qua suy nghĩ hay hồi tưởng mà ta có được những ý niệm mới dựa trên những ý niệm đơn giản đã có từ trước trong tâm thức chúng ta. Vì vậy, suy nghĩ cũng là một dạng nhận thức nội tại. Các ý niệm đều có nguồn gốc từ cảm giác, suy nghĩ hay cả hai.
Từ kinh nghiệm, con người có được những ý niệm đơn. Khi đă trữ đầy nhiều ý niệm đơn, tâm thức con người có thể kết hợp chúng lại thành những ý niệm phức. Ý niệm đơn không thể do con người tự tạo ra, chúng chỉ có thể có từ kinh nghiệm, và trong quá trình nhận thức đó, tâm thức con người ở trạng thái thụ động. Còn khi kết hợp các ý niệm đơn thành nhiều những kiểu ý niệm phức khác nhau, tâm thức con người ở trạng thái hoạt động. Chính vì vậy mà ông là người được xem là theo chủ nghĩa kinh nghiệm vì không có thứ gì ở trong thế giới tâm thức mà lại không ở dạng ý thức trước đó, khi ý thức được mở rộng để bao hàm cả sự suy nghĩ.
Locke cũng xem các ý niệm đơn chính là phản ánh sát nhất của thực tại. Con người càng suy nghĩ làm giàu thêm những ý niệm mới thì càng đi xa thực tại bấy nhiêu. Tuy nhiên các ý niệm đơn này không có cùng mức độ ý nghĩa với thực tại. Có những ý niệm đơn như màu sắc, mùi vị, âm thanh không có sự tương đồng với vật thể ở trong đó nhưng có thuộc tính về hình ảnh, về chuyển động của cái vật thể không cảm thấy được, tức là có "sức mạnh để tạo ra sự cảm nhận trong chúng ta" và được gọi là đặc tính thứ cấp của vật thể. Mặt khác, những khái niệm như sự vững chắc, hình ảnh, chuyển động cũng là những ý niệm đơn nhưng lại có sự tương đồng với đặc trưng của cái vật thể, "mẫu hình của chúng có tồn tại thực bên trong bản thân vật thể và do vậy chúng là đặc tính sơ cấp của vật thể.
Bản chất của ngôn ngữ là liên hệ với các ý niệm và nó có vai trò quan trọng trong tìm kiếm tri thức. Ông xem ngôn từ chỉ là để giao tiếp  và cần phân biệt cái danh và cái thực chất. Trong tự nhiện không hề có biên giới rõ ràng nào và luôn tồn tại các trường hợp nằm ở vùng giáp ranh. Do vậy cái thực chất không thể được hiểu chỉ thông qua việc đưa ra ngữ nghĩa của cái tên được dùng để chỉ cái thực thể.
Locke cũng phân biệt giữa dạng thức (mode) và chất (substance). Khác với chất, dạng thức là một dạng tồn tại phụ thuộc mà Locke gọi nó là "ý niệm phức, mà dù bản thân nó được kết hợp như thế nào, nó không chứa trong nó cái giả định tồn tại của nó" (Luận về sự hiểu biết của con người q.II. xii.4, trang 165) hay nói đơn giản nó chính cái được nghĩ tới khi sắp xếp trật tự chất. Dạng thức cũng có hai kiểu như ông viết:
Có hai kiểu dạng thức cần được xem xét. Dạng đầu là các dạng chỉ có sự biến đổi hay kết hợp khác nhau của các ý niệm đơn mà không bị xáo trộn...; chính không là cái gì khác ngoài các ý niệm đồng nhất khác rõ ràng được xếp lại bên nhau mà tôi gọi là Dạng thức đơn giản.... Loại thứ hai kết hợp các ý niệm thuộc các kiểu khác nhau được xếp cùng nhau để trở thành dạng phức tạp hơn...; và tôi gọi chúng là các Dạng thức Hỗn hợp. (Luận, q. II, xii. 5., trang 165)
Locke xem tri thức là "sự nhận thức về sự chuyển tiếp và đồng ý hoặc không đồng ý và phản đối về bất kỳ một ý niệm nào trong các ý niệm của chúng ta " (Luận, q. IV. I. 1. tr. 525). Sự đồng ý hay không được chia thành bốn loại: đồng nhất hoặc đa dạng; quan hệ; cùng tồn tại hoặc chuyển tiếp nếu cần thiết; và sự tồn tại thực. Locke cũng phân biệt hai mức độ của tri thức: trực giác và chứng minh. Trong trực giác, sự đồng ý hay không được nhận thức ngay. Còn với loại sau, nó được nhận thức thông qua sự trung gian điều hòa của một ý niệm thứ ba, tuy nhiên từng bước của chứng minh cũng vẫn là trực giác khi sự đồng ý hay không được nhận thức tức thì. Ông xem toán học và luân lý học thuộc loại chứng minh. 
Về cái tôi, Locke cùng quan điểm với Descartes rằng sự tồn tại của cái tôi được biểu hiện trong mọi trạng thái ý thức.
Bên cạnh hai dạng tri thức trên, Locke đề cập đến một dạng tri thức thứ ba, đó là sự hiểu biết không phải về Chúa trời và về cái tôi mà là tri thức về cái khách thể thực hay thế giới bên ngoài qua sự lĩnh hội của cảm giác.
Cả hai, trực giác và chứng minh đều là các mức độ của tri thức của chúng ta; cái đến tiếp theo... chính là niềm tin hoặc quan niệm, nhưng chưa phải là tri thức,.... Do vậy cái nhận thức khác trong tâm thức vận dụng đến cả cái tồn tại cụ thể của sự sống hữu hình ngoài bản thân chúng ta, đi xa hơn sự thống kê đơn giản, và chưa đủ hoàn thiện đến mức chắc chắn, được đi qua với tên gọi tri thức. (Luận, q. IV, xiv).
Cuối cùng, Locke đưa ra cái gọi là lương tri, để phân biệt với tri thức khi tâm thức con người ngay lập tức đi đến sự đồng ý hay không trước một ý niệm mà không đòi hỏi rằng "phải có bằng chứng chứng minh trong quá trình nhận thức" (Luận, q. 4, xix, ḍng 1-2).

### Quyền tự nhiên và Khế ước xã hội
Chính lý thuyết về quyền tự nhiên và khế ước xã hội là cốt lõi cơ bản trong quan điểm của ông về nhà nước và tổ chức nhà nước. Quyền tự nhiên trước tiên là quyền mưu cầu sinh tồn của con người. Ông quan niệm tài sản là quyền tự nhiên và sinh ra do lao động. Chính lao động sinh ra giá trị tài sản của một vật thể. Và tài sản là tính có trước cả nhà nước và do vậy nhà nước không có quyền can thiệp.
Chính vì lao động tạo ra của cải, nhưng của cải cũng có giới hạn khi tích lũy vì khả năng sản xuất và tiêu thụ có hạn của con người. Để giải quyết vấn đề này cần có lưu thông tiền tệ. Chính tiền tệ khiến việc tích lũy là có thể mà tránh không bị lăng phí hay hư hỏng như khi tích lũy hàng hóa. Ông cho rằng bất bình đẳng sinh ra chính là do sự thỏa thuận ngầm trong việc sử dụng tiền tệ chứ không phải từ khế ước xã hội trong xã hội văn minh hay do các luật lệ điều chỉnh quyền sở hữu đất đai. Ông cũng nhận thức được vấn đề sẽ có khi việc tích lũy không có giới hạn, nhưng mới chỉ ám chỉ rằng chính quyền cần điều hòa mâu thuẫn giữa việc tích lũy của cải không có giới hạn với việc phân phối của cải bình đẳng hơn, mà chưa hề đề cập những nguyên tắc mà theo đó chính quyền làm được việc này.
Nhưng nguồn gốc của thể chế nhà nước không chỉ xuất phát từ nhu cầu kinh tế. Cũng như Hobbes, Locke quan niệm trong trạng thái tự nhiên tất cả mọi người đều bình đẳng và độc lập, không ai có quyền làm tổn hại đến người khác và mọi người đều có quyền trừng phạt kẻ vi phạm. Xã hội văn minh ra đời khi vì mục đích quản trị tốt hơn mà con người giao một số chức năng của mình cho các quan chức, và do vậy nhà nước hay hệ thống chính quyền ra đời và được thể chế bằng "khế ước xã hội". Do vậy, quyền lực của nhà nước là có giới hạn, và nhà nước có nghĩa vụ đối với người dân. Ngoài ra, quyền lực của nhà nước có thể bị thay đổi bởi chính người dân, người bị trị, những người đã trao quyền cho Nhà nước.
Ông cũng cho rằng con người là ích kỷ và đầy ham muốn. Chính vì vậy mà ngay từ thời ở trạng thái tự nhiên, khi nhà nước chưa ra đời, con người bên cạnh quyền tự nhiên của mình đă phải tự cho mình quyền xét xử và trừng phạt kẻ khác để duy trì luật của tự nhiên. Chính vì vậy, khi xã hội văn minh ra đời với thể chế nhà nước là hệ quả của khế ước xã hội, đây là một bước tiến văn minh hơn và giúp duy trì luật của tự nhiên thông qua luật lệ của xã hội văn minh. Và ngay cả một nhà nước chuyên chế do vua chúa cai trị cũng vẫn phải thực hiện đúng các chức năng của khế ước xã hội như một chính quyền dân sự nếu không muốn bị diệt vong. Chức năng của một chính quyền dân sự hợp lẽ là phải bảo vệ quyền tự nhiên của con người, tức là quyền của mỗi công dân được sống, được tự do, có sức khỏe và của cải. Ông cũng phân biệt quyền hạn của nhà nước do truyền ngôi với quyền hạn chính trị và độc tài. Quyền hạn truyền ngôi là hạn chế còn quyền hạn chính trị là lấy từ quyền của mỗi cá nhân để đảm bảo việc thực hiện luật của tự nhiên. Quyền của độc tài thì ngược lại, nó lấy quyền sống, tự do, sức khỏe và cả một phần của cải của người khác để phục vụ cho quyền lực của mình.
Theo quan điểm của Locke về khế ước xã hội, nhà nước không cần có quá nhiều quyền lực, vì như vậy chỉ khiến người dân bị đè nén. Ông cũng nhận thấy nguy cơ của quyền lực tuyệt đối, quyền của độc tài dù trao cho một cá nhân hay một nhóm người. Dạng nhà nước tốt nhất chính là quyền lực của hệ thống chính quyền được hạn chế bằng cách chia thành các nhánh và mỗi nhánh có quyền hạn riêng đủ cần thiết để thực hiện chức năng của mình. Ông cho rằng một hệ thống nhà nước cần có quyền xét xử độc lập mà việc ra quyết định được thực hiện chỉ dựa trên duy nhất hiến pháp của cả quốc gia. Ông tin rằng trách nhiệm của quốc hội là lập pháp và nhiệm vụ của nhà vua là hành động như một người chấp pháp tối cao.
Để duy trì trật tự xã hội, bất kỳ nhà nước nào cũng đều phải có sự đồng thuận của những người bị trị (Chuyên luận thứ hai về Nhà nước, tr. 95). Nhưng khó mà có thể đồng thuận tuyệt đối cho một luật lệ cụ thể được đưa ra, nên Locke chủ trương phải chấp nhận tính quyết định dựa trên ý kiến của đa số lên trên hành vi của mỗi cá nhân (Chuyên luận 2, tr. 97-98).
Cơ cấu nhà nước đối với Locke không quan trọng bằng việc quyền lập pháp – quyền quyết định trật tự xã hội và phúc lợi chung qua việc đặt ra luật lệ về việc chuyển nhượng, bảo toàn và thu nhận tài sản – phải được thực hiện theo cách mà mọi người đều đồng thuận (Chuyên luận 2, tr. 134- 138). Vì luật lệ duy trì một thời gian dài sau khi được thiết lập, nên cơ quan lập pháp không cần phải họp thường xuyên nhưng nhánh hành pháp nơi chịu trách nhiệm đảm bảo luật pháp được thực thi cần được duy trì hoạt động liên tục trong xã hội(Chuyên luận 2, tr. 144). Chức năng hành pháp được thực hiện bởi các quan chức, các vị bộ trưởng mà quyền lực của họ được trao từ nhánh lập pháp (Chuyên luận 2, tr. 153). Khi nhánh lập pháp ngưng họp, cơ quan hành pháp có đặc quyền xử trí tình hình khẩn cấp khi chưa có luật lệ quy định cho những tình huống này (Chuyên luận 2, tr. 160). Locke cũng đề cập: nếu lạm dụng đặc quyền này sẽ ảnh hưởng đến sự ổn định và trật tự của quốc gia. Khi đó một trật tự mới, một khế ước xã hội mới sẽ ra đời để thực hiện quyền phán xét tối cao theo đúng luật của tự nhiên (Cách mạng).

### Khoan dung tôn giáo
Locke xem bản chất con người là lý trí và khoan dung. Locke tin tưởng vào Chúa trời, nhưng ông không cho Chúa một vị trí nào trong tâm tưởng hay trái tim của con người. Chính hành vi và ý chí của con người mới là điều Locke quan tâm và ông cũng là cha đẻ của ngành tâm lý học hiện đại.
Quan điểm về tôn giáo của Locke là phải khoan dung. Một xã hội mới muốn thực hiện tốt chức năng của nó cần phải thống nhất không phải bằng một tôn giáo mà bằng lòng khoan dung. Và do vậy nhà thờ cần phải là các tổ chức tự nguyện chứ không phải gắn liền với nhà nước như Nhà thờ Anh giáo.
Cho dù ông mới chỉ giới hạn ở Ki-tô giáo hay nói đúng hơn là các giáo phái Kháng Cách, Locke là người đă đặt ra nguyên tắc khoan dung đối với tôn giáo. Quan điểm của Locke về khoan dung tôn giáo phù hợp với quan điểm của ông về chính quyền dân sự. Ông cho rằng quyền sống, tự do, sức khỏe và của cải là các quyền lợi dân sự và đây cũng là các quan tâm của chính quyền dân sự và các quan tòa. Các quan tòa có thể dùng sức mạnh và bạo lực nếu cần để duy trì các lợi ích dân sự và để chống lại bạo lực phá vỡ những quyền trên. Và đấy là chức năng của nhà nước. Còn đối với mối quan tâm tới sự cứu rỗi thì đấy không phải là lợi ích dân sự và nằm ngoài quyền hạn của chính quyền dân sự và các quan tòa. Trên thực tế, Locke đă bổ sung vào các quyền tự nhiên như quyền sống, quyền tự do, quyền có sức khỏe và của cải một thứ quyền nữa – đấy chính là quyền tự do lựa chọn con đường cứu rỗi của riêng mình. Ông cũng xem sự can thiệp của nhà nước để duy trì niềm tin đều không hợp lẽ. Vì sức mạnh mà vị quan tòa sử dụng lại không phải là phương tiện hiệu quả để thay đổi niềm tin. Vì chỉ có nhà thờ chân chính mới có quyền lực đó, nhưng mỗi nhà thờ đều cho rằng chính nhà thờ của mình mới là chân lý, trong khi không ai ngoài Chúa có thể phán xét điều này. Do vậy, điểm cốt lõi trong biện luận của ông về khoan dung tôn giáo là sự hoài nghi về khả năng hiểu biết tôn giáo.

### Con người trí tuệ
Các nhà tự do như Locke cũng e sợ sự đa cảm của số đông. Người tự do phải là người đọc các tác phẩm trí tuệ, tin vào giáo dục và tin vào việc con người biết vượt lên hoàn cảnh như các nhà tư sản vẫn làm, và vì là người có trí tuệ nên cần biết đặt giá trị vào sự tự do tư tưởng và phản đối sự can thiệp của nhà thờ vào triết học và khoa học.
Chính từ quan niệm nhận thức luận của mình nên ông nhấn mạnh vai trò và quyền năng của giáo dục chính là tạo ra sự trải nghiệm trong tâm trí của trẻ em trong quá trình trưởng thành. Và "trí tuệ của đứa trẻ cũng dễ dàng thay đổi giống như nước vậy". Ông quên sự khác nhau bản năng giữa các đứa trẻ và nhấn mạnh tới mục tiêu rộng lớn của giáo dục chính là để có những con người phù hợp với cuộc sống, với thế giới chứ không phải là để vào đại học. Giáo dục quan trọng chính là đào tạo tính cách.

### Giá trị và giá cả
Locke có ảnh hưởng đến kinh tế học tuy không nhiều như triết học. Locke cho rằng giá trị và giá cả được quyết định theo luật cung cầu. Locke cho rằng tiền tệ có hai chức năng, một là để đo giá trị và hai chính là để tích trữ thay cho hàng hóa. Sự giàu có được đo bằng có nhiều vàng bạc và vàng bạc điều khiển tất cả mọi tiện nghi của cuộc sống.. Locke cũng cho rằng một quốc gia cần phải có cân bằng thương mại nếu không sẽ thua thiệt so với các quốc gia khác khi giao dịch. Và khi dự trữ tiền tệ của cả thế giới tăng lên thì quốc gia cũng phải tìm mọi cách gia tăng dự trữ của mình. Trong ngoại thương, bên cạnh luồng dịch chuyển của hàng hóa còn có luồng dịch chuyển của dự trữ tiền tề của quốc gia và chính sự dịch chuyển lưu thông luồng tiền này quyết định tỷ giá hối đoái. Nếu dự trữ tiền tệ của quốc gia đủ lớn, quốc gia có thể ảnh hưởng đến việc gia tăng giao dịch ở mức giá trị cao hơn bình thường.
Ông cũng tính toán nhu cầu tiền tệ cho các nhóm kinh tế khác nhau liên hệ tới độ dài của quăng thời gian chi trả của từng nhóm (chủ đất, người lao động, người trung gian môi giới). Ông cũng xem rằng những người trung gian môi giới là những người góp phần mở rộng phạm vi lưu thông của tiền tệ và lợi nhuận của họ ăn vào phần lợi nhuận của người lao động và chủ đất.
Tựu trung, qua ngòi bút của mình phê phán nhà thờ Anh giáo và nhà nước chuyên chế Anh, John Locke đã có những đóng góp lớn không chỉ cho triết học, chính trị, thần học, về khế ước xã hội, về tự do tôn giáo, về quyền tự nhiên của con người, và đến kinh tế học và giáo dục, mà quan trọng hơn ông đã góp phần mình vào sự nghiệp giải phóng con người trước những ràng buộc của từng cá nhân và cả về mặt thể chế tổ chức chung của cả xã hội. Chính vì vậy ông không chỉ là nhà tư tưởng Khai sáng vĩ đại mà còn góp phần đóng góp cho chủ nghĩa tự do.

### Tác phẩm
- Các tác phẩm của John Locke tại Dự án Gutenberg
- Links to online books by John Locke
- The Works of John Locke
  - 1823 Edition, 10 Volumes on PDF files, and additional resources Lưu trữ ngày 10 tháng 8 năm 2007 tại Wayback Machine
  - 1824 Edition, 9 volumes in multiple formats Lưu trữ ngày 26 tháng 5 năm 2009 tại Wayback Machine
- John Locke Manuscripts Lưu trữ ngày 13 tháng 10 năm 2009 tại Portuguese Web Archive
- Updated versions of Essay Concerning Human Understanding and Second Treatise of Government, edited by Jonathan Bennett
- Locke, Two Treatises of Government, ed. Thomas Hollis (A. Millar et al., 1764) See original text in The Online Library of Liberty Lưu trữ ngày 28 tháng 6 năm 2009 tại Wayback Machine

### Tài nguyên
- William Uzgalis (ngày 5 tháng 5 năm 2007). "John Locke". Trong Zalta, Edward N. (biên tập). Stanford Encyclopedia of Philosophy (bằng tiếng Anh).
- Macmillan Encyclopedia of Philosophy entry on Locke Lưu trữ ngày 30 tháng 6 năm 2010 tại Wayback Machine
- John Locke Bibliography Lưu trữ ngày 13 tháng 10 năm 2009 tại Portuguese Web Archive
- John Locke’s Theory of Knowledge by Caspar Hewett
- The Digital Locke Project Lưu trữ ngày 1 tháng 1 năm 2014 tại Wayback Machine
- Portraits of Locke Lưu trữ ngày 24 tháng 5 năm 2008 tại Wayback Machine
- Locke links Lưu trữ ngày 7 tháng 4 năm 2007 tại Wayback Machine
- A complex and positive answer to question Was Locke a Liberal? Lưu trữ ngày 26 tháng 3 năm 2009 tại Wayback Machine – by Jerome Huyler
- Timeline of the Life and Work of John Locke at The Online Library of Liberty Lưu trữ ngày 14 tháng 7 năm 2009 tại Wayback Machine
- Locke on Property: A Bibliographical Essay by Karen Vaughn The Online Library of Liberty. Lưu trữ ngày 14 tháng 7 năm 2009 tại Wayback Machine